# Vlagyimir Ivanovics Scserbakov
Vlagyimir Ivanovics Scserbakov Владимир Иванович Щербаков (Moszkva, 1938. január 28. – Moszkva, 2004. április 8.) orosz tudományos-fantasztikus író, újságíró, szerkesztő.

## Élete
Középiskoláit Mjakitban (Haszini járás) végezte. Moszkvában szerzett rádiómérnöki diplomát 1961-ben, ezután a Marxizmus-Leninizmus Egyetem filozófiai karára járt (1965). A műszaki tudományok kandidátusa volt, elektronikus rendszerek és matematikai nyelvészet volt a szakterülete. Kutatóintézetben dolgozott, kutatólaboratóriumot vezetett. Első munkái 1964-ben jelentek meg, a Кратер és a Возвращение Сухарева. Huszonöt év alatt negyven hosszabb történetet, sok novellát és két regényt írt. Leonyid Makszimovics Leonov tanítványának vallotta magát, akivel az 1960-as és 1970-es években többször is találkozott, s aki beajánlotta a Szovjet Írószövetségbe. Munkáiban egy sajátságos „szláv fikciót” épített fel, amely az ókorban élt szlávok története alapján épül fel, s amely messze meghaladta az összes elfogadott tudományos tételt. Scserbakov munkái minden lehetséges támogatást megkaptak a Komszomoltól, mivel ebben a fikcióban egy olyan ideológiát láttak, amely komoly, jótékony hatást gyakorolt a kor szovjet ifjúságára. 1976-tól a Tyehnyika – Mologyozsi című lap főszerkesztő-helyettese volt, majd Jurij Medvegyevet váltotta a Molodaja Gvargyija kiadó tudományos-fantasztikus részlegének vezetői posztján. A peresztrojka éveiben Scserbakovot – Jurij Medvegyevvel együtt – sokan kritizálták az 1970-es, 1980-as években a szovjet sci-fi egyik ideológiai vezetőjeként kifejtett tevékenysége miatt. 1981-ben lett a Szovjet Írószövetség, 1992-ben az Oroszországi Írók Szövetsége tagja. Az 1980-as évek végén szakított a tudományos-fantasztikus műfajjal, s a múlt misztériumainak tanulmányozásával kezdett foglalkozni, ide értve az eltűnt Atlantiszt és az etruszk civilizációt is. Sok könyvet publikált az elmúlt civilizációk rejtélyeiről, de foglalkozott egyéb anomáliákkal is (szárnyas kígyók, idegen civilizációk, a halhatatlanság elixírje, David Copperfield bűvész mutatványai, stb.). 
Filmekkel is foglalkozott, a Невидимая жизнь леса című dokumentumfilmhez írt forgatókönyve az ostravai Ecofilm-84 filmfesztiválon díjat nyert. Magyar nyelven néhány rövidebb írása jelent meg.

## Munkái

### Regények
- Семь стихий (1980)
- Чаша бурь (1985)

### Antológiák
- Красные кони (1976)
- Летучие зарницы (1985)
- Болид над озером (1986)
- Третий тайм (1988)

### Novellák
- Тень в круге (1983)
- Летучие зарницы (1985)
- Далекая Атлантида (1986)
- Золотой чертог Посейдона (1986)
- Меч короля Артура (1987)
- Шамбала светозарная (1989)

### Rejtélyekkel foglalkozó munkák
- Где жили герои эддических мифов? (1989)
- Где искать Атлантиду? (1990)
- Все об Атлантиде (1990)
- Асгард — город Богов: История открытия (1991)
- Встречи с Богоматерью: Документальный роман (1993)
- Феномен параллельных миров (1995)
- Века трояновы: Книга для учащихся старших классов (1995)
- Тайны Эры Водолея (1996)

### Gyűjteményes kötetek
- Фантастика-77 (1977)
- Книга тайн (1991)

## Magyarul megjelent művei
- Értelmes lények műve-e a Hold? (tanulmány, M. Vaszinnal közösen, Galaktika 9., 1974)
- A folyó azt súgta (novella, Galaktika 25., 1977)
- Az ablakod alatt játszottunk… (novella, Galaktika 103., 1989)
- Szuharev visszatérése (novella, Meteorok viharában című antológia, Delfin könyvek, Móra kiadó, 1969)

## Külső hivatkozások
- Etruszkokról írt munkája
- Kivonat az Atlantiszról írott művéből
- Másik, szintén az etruszkokról írott műve
- Asgard-ról írott munkái

## Fordítás
- Ez a szócikk részben vagy egészben  a(z)   Щербаков, Владимир Иванович (писатель) című orosz Wikipédia-szócikk ezen változatának fordításán alapul.  Az eredeti cikk szerkesztőit annak laptörténete sorolja fel. Ez a jelzés csupán a megfogalmazás eredetét és a szerzői jogokat jelzi, nem szolgál a cikkben szereplő információk forrásmegjelöléseként.